# 欣銓科技
欣銓科技股份有限公司（Ardentec Corporation），簡稱欣銓科技（Ardentec），成立於1999年，為臺灣前三大的晶圓測試廠，也是全球主要的外包封測廠商之一。總公司座落於臺灣新竹工業區內，並在2005年1月5日成為上櫃公司，股票代號為3264。主要經營業務為記憶體IC之晶圓測試、數位訊號IC及混合訊號IC之晶圓和成品測試，以及晶圓型式之Burn in測試。

## 沿革
創辦人為盧志遠、盧超群兄弟，與其友秦曉隆及張季明四人合資。
- 1999年10月：欣銓科技成立於新竹工業區文化路24號。
- 2016年7月：併購全智科技，以每股24元價格收購全智科約75％股權[5]。
- 2016年8月：併購瑞峰半導體，取得瑞峰半導體32％股權[6][7]。
- 2021年5月：欣銓斥資4.3億元買下晶電龍潭科學園區廠房[8]。

## 營運廠房及子公司

### 廠房
該公司廠房除了龍潭廠，大致廠房位在新竹工業區內：
- 鼎興廠（T-Site）：位在工業三路3號，為該公司總部
- 開源廠（K-Site）：位在文化路24號，為該公司最早成立廠區
- 高昇廠（G-Site）：位在仁義路9號
- 寶慶廠（P-Site）：位在光復北路12號
- 龍潭廠（L-Site）：位在龍潭區龍園一路99號

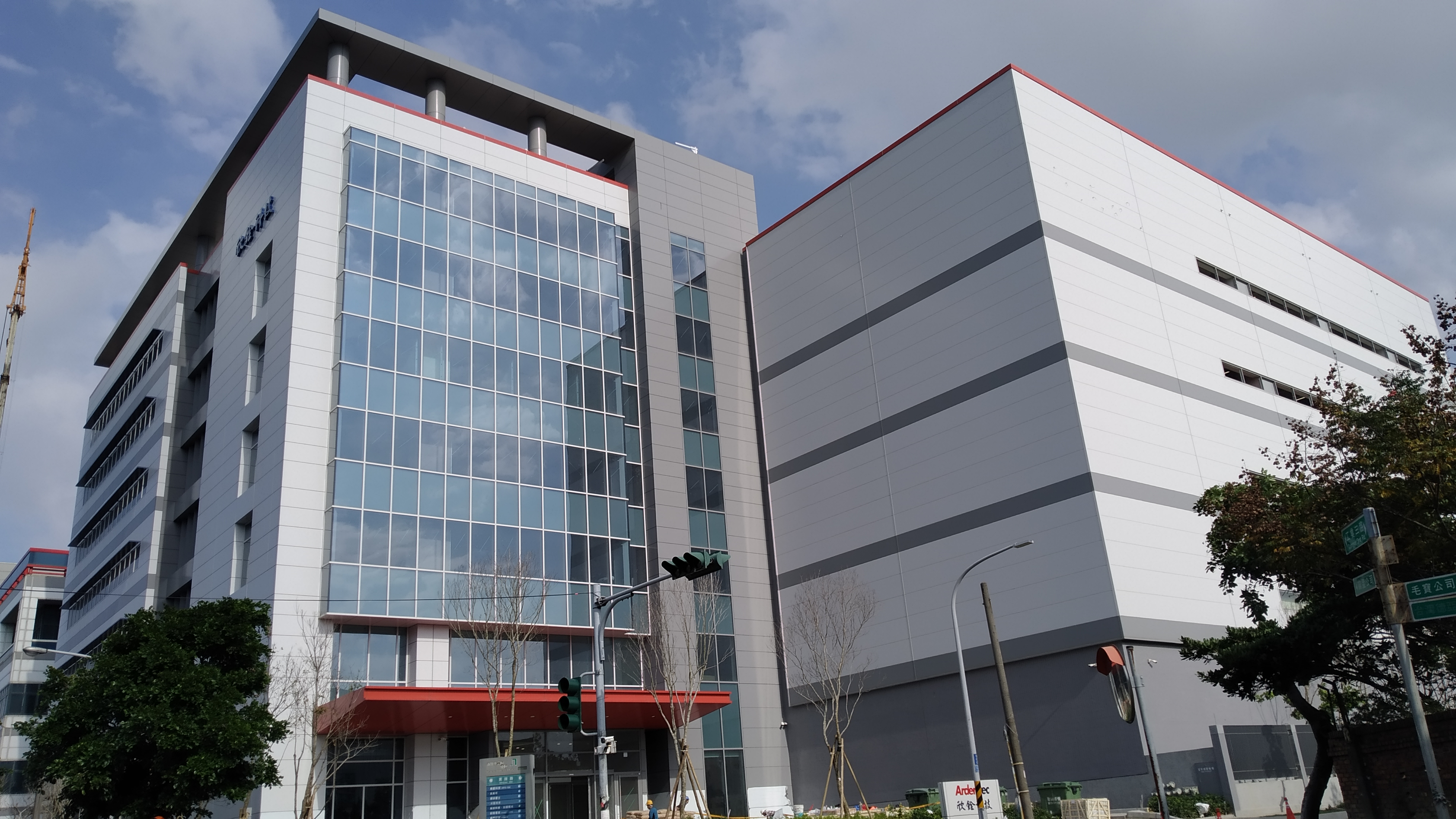
鼎興廠
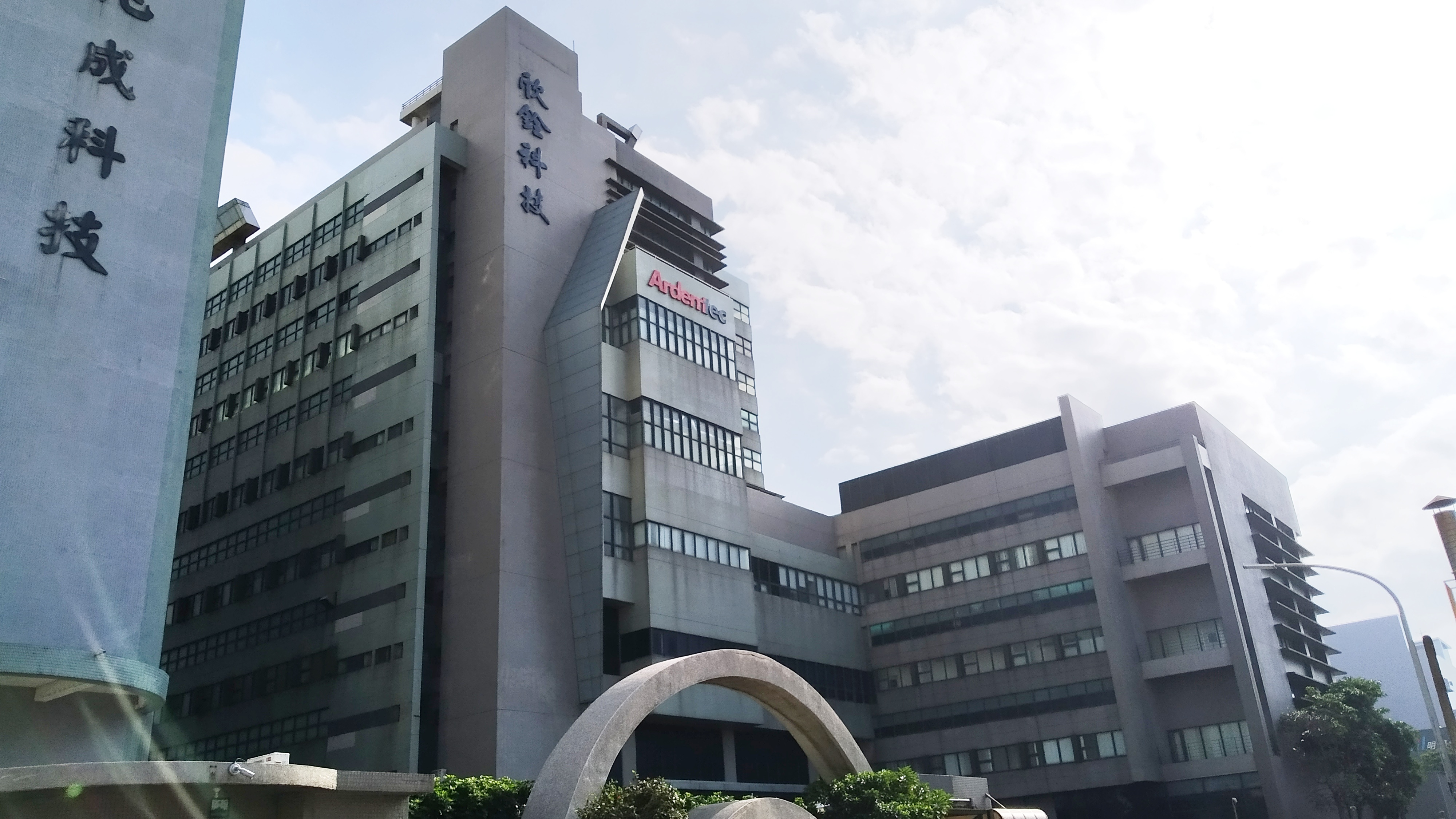
開源廠
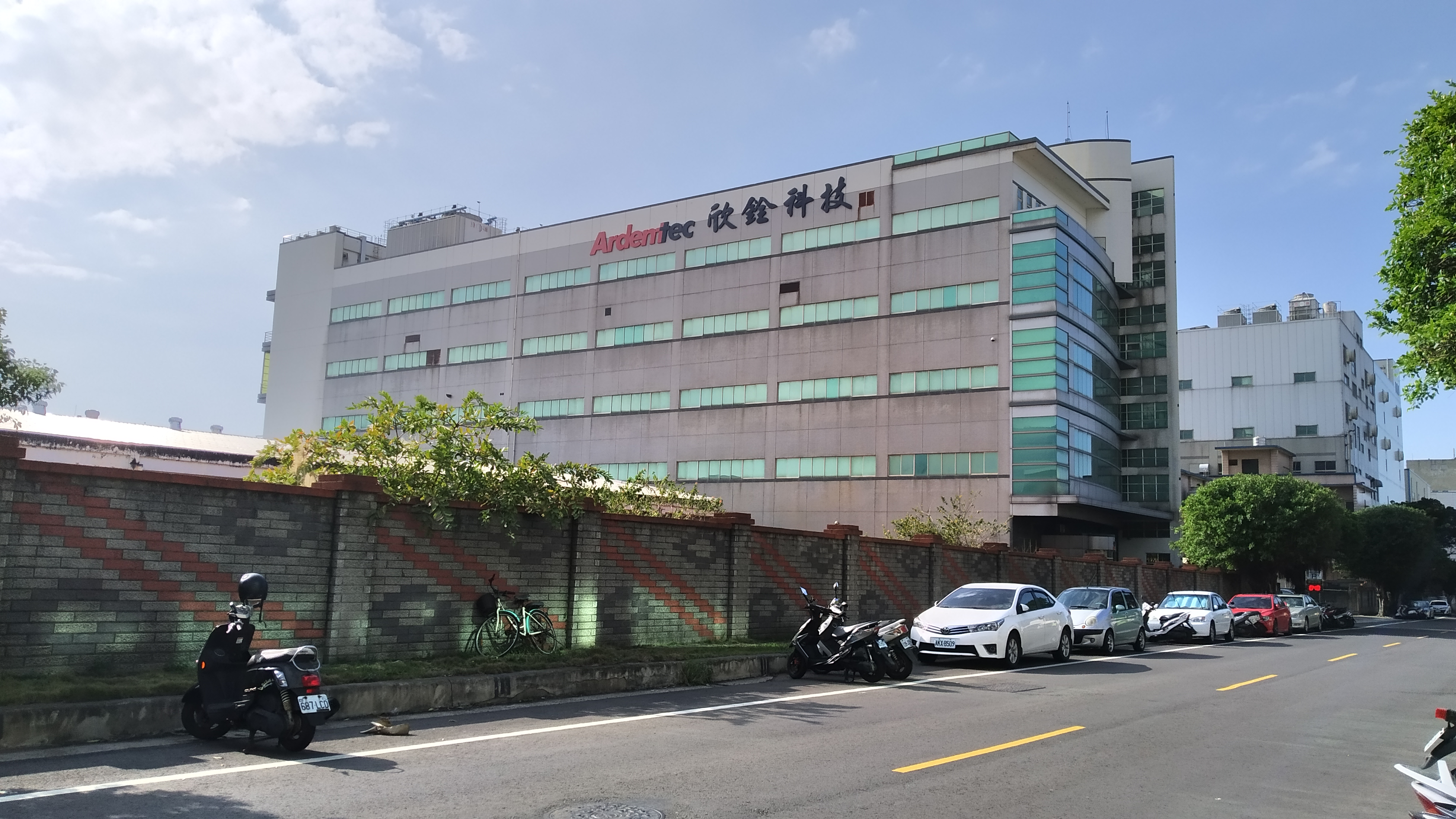
高昇廠
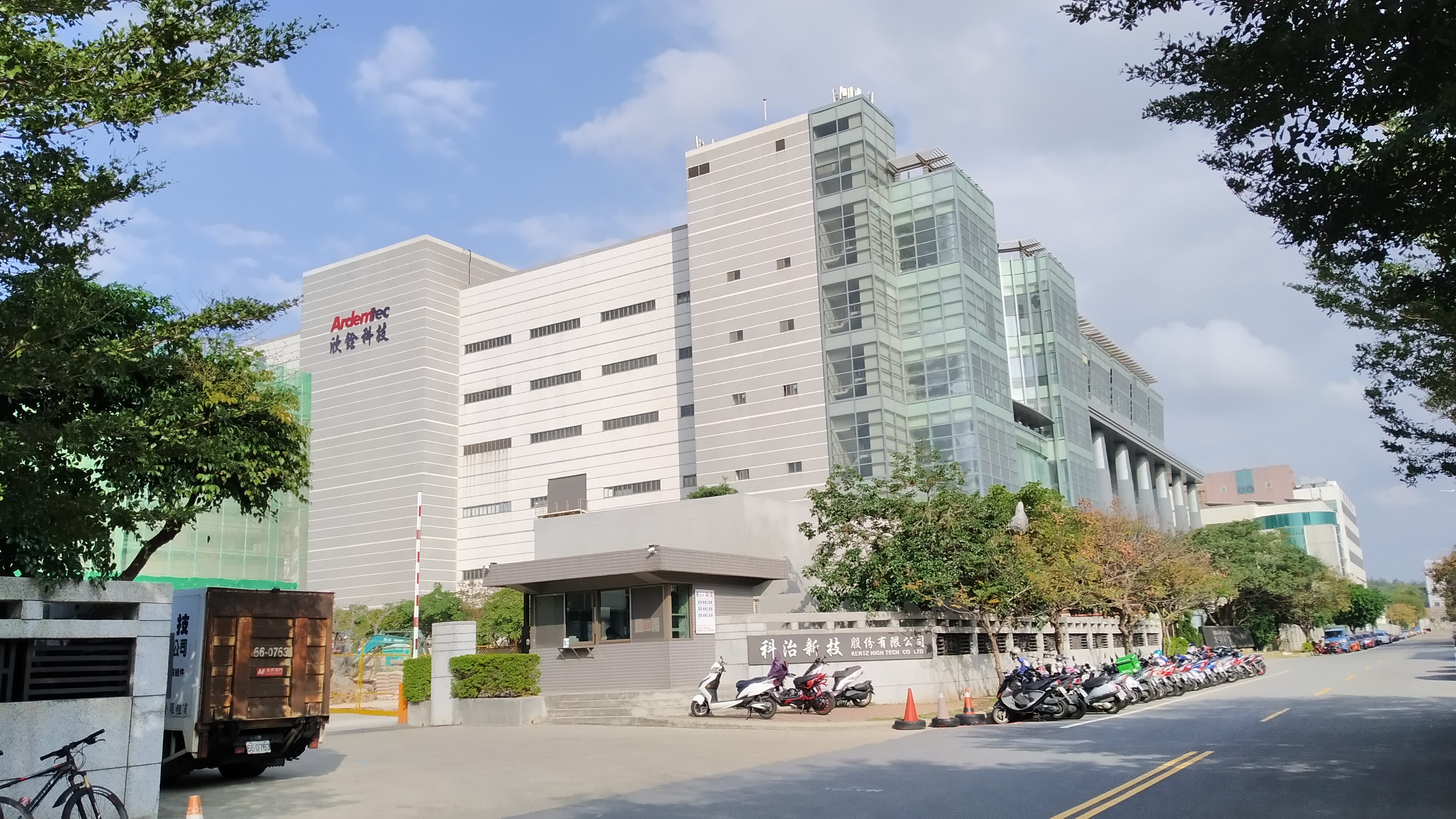
寶慶廠
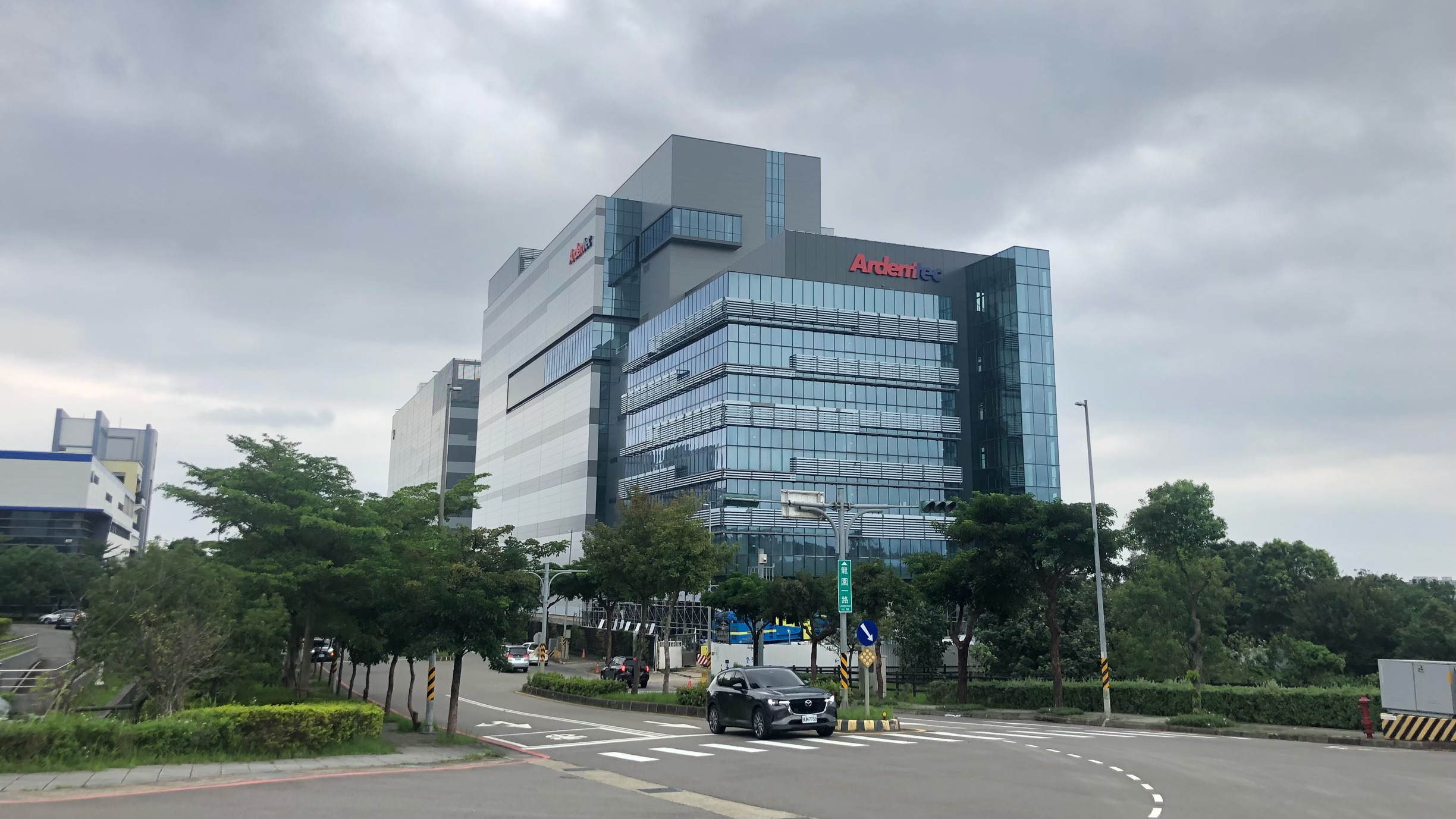
龍潭廠

### 子公司

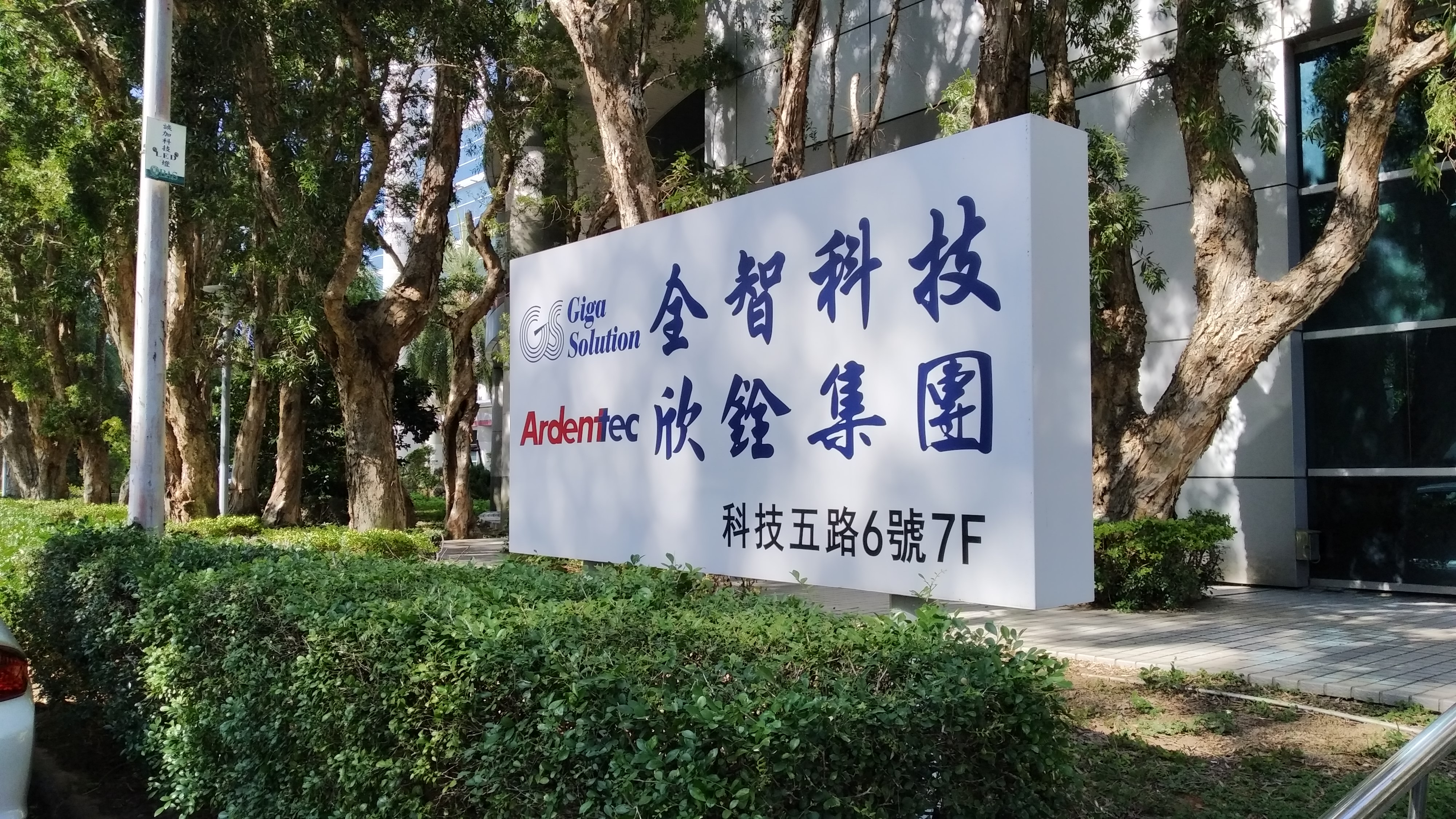
欣銓集團全智科技

- 新加坡 Ardentec Singapore Pte. Ltd.
- 韓國 Ardentec Korea Co., Ltd.
- 欣銓（南京）集成電路有限公司
- 全智科技
- 瑞峰半導體

## 外部連結
- （繁體中文）（简体中文）（英文）欣銓科技 （页面存档备份，存于）